# Philipp Bockenheimer
Philipp Bockenheimer (* 26. Mai 1875 in Frankfurt am Main; † 12. August 1933 in Frankfurt am Main) war Geheimer Sanitätsrat, Hochschullehrer für Chirurgie an der Friedrich-Wilhelms-Universität zu Berlin und einer der ersten alternativen Reiseschriftsteller.

## Abstammung
Sein Vater war der in Frankfurt am Main immer noch geehrte Arzt und Klinikgründer Jakob Hermann Bockenheimer (1837–1908). Philipp hatte mit Jacob und Alexander noch zwei Brüder. Die Familie stammte aus dem Frankfurter Vorort Harheim, vor dessen Bürgerhaus der Kulturverein Harheim 1990 eine Büste zum Gedenken an Jakob Hermann Bockenheimer aufstellen ließ.

## Tätigkeit
Bockenheimer studierte an der Ruprecht-Karls-Universität und wurde 1893 beim Corps Suevia Heidelberg aktiv. 1897 promovierte er an der Julius-Maximilians-Universität. Daneben promovierte er auch zum Dr. phil. Später arbeitete er als Assistenzarzt an der Klinik für Chirurgie der Friedrich-Wilhelms-Universität in Berlin. Seit 1907 habilitierter Privatdozent, wurde er 1922 zum a.o. Professor für Chirurgie ernannt.
Er war verheiratet mit Charlotte Bockenheimer geb. Conrad (1890–1941).
Nach ihm ist das Bockenheimer-Syndrom benannt.

## Schriften (Auswahl)
als Arzt und Hochschullehrer
- Ueber die difusen Hypertostosen der Schädel- und Gesichtsknochen s. Ostitis deformans fibrosa (Virchow's Leontiasis ossea). In: Archiv für klinische Chirurgie, Band 85 (1908), S. 511–548, 2 LichtdruckTaf., Brosch. ISSN 0365-3706
- Zur Kenntniss der Spina bifida. In: Archiv für klinische Chirurgie. Band 65 (1902), S. 697–759, 6 Abb., 5 farblith. Taf. – Berlin, A. Hirschwald, 1902, 8°, S. 697–848, 6 lith. Taf., Brosch.
- Leitfaden der Frakturen-Behandlung. Für praktische Ärzte und Studierende. Enke, Stuttgart 1909.
- Atlas chirurgischer Krankheitsbilder in ihrer Verwertung für Diagnose und Therapie für praktische Ärzte und Studierende. Urban & Schwarzenberg, Berlin 1910 (2 Bde.).
- Über Bregmanarben und ihre mutmassliche Entstehung nach Untersuchungen an Guanschenschädeln und nach Tierexperimenten. In: Jahrbuch der Dissertationen. 1920/21, S. 97–98 (zugl. Dissertation, Universität Berlin 1921).
- Die neue Chirurgie. Verlag Siegismund, Berlin 1921 (3 Bde.)

als Reiseschriftsteller
- Rund um Asien. Salzwasser-Verlag, Paderborn 2012, ISBN 978-3-8460-0708-2 (Nachdruck der Ausg. Klinkhardt & Biermann, Leipzig 1909 archive.org).[3]
- Rund um Südamerika. Alte und neue Städte. Salzwasser-Verlag, Paderborn 2012, ISBN 978-3-86444-224-7 (Nachdr. d. Ausg. Brockhaus, Leipzig 1929).